# Gryon yamagishii
Gryon yamagishii är en stekelart som beskrevs av G. Mineo 1981. Gryon yamagishii ingår i släktet Gryon och familjen Scelionidae. Inga underarter finns listade i Catalogue of Life.